# Gaius Flaminius Nepos
Gaius Flaminius Nepos (? - Trasimeense Meer, 24 juni 217 v.Chr.) was een Romeins staatsman en legeraanvoerder uit de 3e eeuw v.Chr..
Flaminius was een groot voorvechter voor de gelijkberechtiging van de Romeinse plebejers. In 232 v.Chr. ijverde hij als tribunus plebis, tegen de Senaat in, voor de verdeling van de aan de Gallische stam van de Senones ontnomen "ager Gallicus" (Gallische akkers). Hij stelde dan ook een lex Flaminia de agro Gallico viritim dividendo voor.
In de hoedanigheid van praetor was hij in 227 v.Chr. de eerste stadhouder van de provincie Sicilia.
Als consul leidde hij in 223 v.Chr. voor het eerst een Romeins leger ten noorden van de Po en versloeg de Gallische stam der Insubres bij de rivier Adda, ofschoon de hem vijandige optimates hadden bewerkstelligd, dat hij nog voor de slag werd teruggeroepen; doch hij gehoorzaamde niet aan het bevel. Daarop mocht hij, ondanks de ernstige bezwaren van de Senaat, een triomftocht houden. In 220 v.Chr. werd hij censor. In die functie legde hij de naar hem genoemde Via Flaminia aan, en bouwde hij eveneens de, hoofdzakelijk voor de plebejers bestemde, Circus Flaminius op het Marsveld.
Later verwierf hij zich, als tegenwicht tegen de haat van de optimates, in hoge mate de gunst van de plebs. In 218 v.Chr. steunde hij dan ook, als enige senator, de door  de tribunus plebis Quintus Claudius voorgesteld lex Claudia de senatoribus , die aan senatoren het bezit van grotere schepen en het drijven van overzeese handel verbood. Mogelijk stelde hij ook de Ludi Plebeii in, maar een aan hem toegeschreven hervorming van de Comitia centuriata moet van vroegere of latere datum zijn (mogelijk als censor).
Hij werd voor de tweede maal consul in 217 v.Chr., toen de Tweede Punische Oorlog net was uitgebroken. In een poging om de Apennijnse bergpassen voor de troepen van Hannibal te versperren sneuvelde hij echter in de slag bij het Trasimeense Meer.